# Ministério da Comunicação Social (Portugal)
O Ministério da Comunicação Social foi a designação de um departamento dos I, II, III, IV, V e VI Governos Provisórios e IV e V Governos Constitucionais de Portugal.

## Ministros
Os titulares do cargo de ministro da Comunicação Social foram:
| Período     | Ministro                               | Governo                   |
| ----------- | -------------------------------------- | ------------------------- |
| 1974        | Raúl Rêgo                              | I Governo Provisório      |
| 1974        | José Eduardo Sanches Osório            | II Governo Provisório     |
| 1974 – 1975 | Vítor Alves (por delegação de funções) | III Governo Provisório    |
| 1975        | Jorge Correia Jesuíno                  | III Governo Provisório    |
| 1975        | Jorge Correia Jesuíno                  | IV Governo Provisório     |
| 1975        | Jorge Correia Jesuíno                  | V Governo Provisório      |
| 1975 – 1976 | António de Almeida Santos              | VI Governo Provisório     |
| 1978 – 1979 | Daniel Proença de Carvalho             | IV Governo Constitucional |
| 1979 – 1980 | João Figueiredo                        | V Governo Constitucional  |